# Gau Jom
Gau Jom (auch Jomsgau) ist ein Terminus, der in mehreren altnordischen Sagas und in Strophen von Skalden, insbesondere isländischer Herkunft, vorkommt und als geographische Bezeichnung auf ein mittelalterliches Territorium an der Ostseeküste Pommerns hinzielt. Der Gau Jom ist in enger Verbindung mit den ebenfalls in den Sagas und Skaldenversen jener Zeit überlieferten Jomswikinger und ihrer Jomsburg zu sehen.

## Herkunft und Deutung
Die Benennungen „Jomswikinger“, „Jomsburg“ und „Gau Jom“ erscheinen beispielsweise in der anonymen isländischen „Jómsvíkinga saga“ von etwa 1240, die in Übersetzung als „Die Geschichte von den Seekriegern auf Jomsburg“, Jena 1924, Eingang in den deutschen Sprachraum fand. Des Weiteren erfahren wir darüber in der „Knýtlinga saga“ von etwa 1260, der „Geschichte von den Dänenkönigen“, die ebenfalls in Jena 1924 erschien oder der norwegischen „Fagrskinna“ von etwa 1220, deren entsprechende Aussagen in Latein sich fragmentarisch unter anderem in den „Monumenta Germaniae Historica“ (MGH) wiederfinden. Auch der dänische Chronist Saxo Grammaticus (um 1140–um 1220), der Geheimschreiber des dänischen Bischofs Absalon von Roskilde, später Erzbischof von Lund, berichtet in seiner vor 1200 in Latein verfassten „Gesta Danorum“ (Die Taten der Dänen) von einer „Jomensis provencia“, also dem Gau Jom.

## Historischer Hintergrund
Den nordischen Sagas, die vorrangig als Erzählungen aber auch historische Begebenheiten und Personen aus der Wikingerzeit beinhalten, kann entnommen werden, dass es im Verlauf der zweiten Hälfte des 10. Jahrhunderts zwischen Herzog Mieszko I. von Polen (um 950–992) und dem dänischen König Harald I. (Blauzahn) (um 940–985/86) zu einem Vertragsabschluss gekommen sein muss. Beide Machthaber verfolgten in ihrer Zeit expansionistische Ziele. Polen, damals als das „Reich Mieskos“ bezeichnet, bahnte sich in heftigen Kämpfen mit seinen nördlichen slawischen Nachbarn, den Pomoranen, kurz Pommern, kraftvoll seinen Weg entlang des Unterlaufs der Oder in Richtung Ostseeküste. Herzog Mieszkos I. Krieger vereinnahmten schließlich um 967 die Odermündung mit den Inseln Usedom und Wollin, sowie den bedeutendsten slawischen Seehandelsplatz jener Zeit an der Ostsee, der von dem mittelalterlichen deutschen Chronisten Adam von Bremen (1074), „Jumne“ genannt, später zum Vineta der Sage wurde.
Etwa zeitgleich mit dem polnischen Vorstoß an die Odermündung kreuzten dänische Wikingerschiffe unter Führung des legendären Palna-Toki in der Ostsee, in der Pommerschen Bucht auf, um im Auftrag ihres Königs Harald I. Blauzahn gegenüber dem polnischen Herzogtum militärische Stärke zu demonstrieren. Die Dänen wollten letztlich den florierenden Handel Jumnes unter ihre Kontrolle bringen. Obwohl damit die Interessensphären der beiden Reiche aneinandergerieten, kam es zwischen ihnen jedoch zu keinen kriegerischen Auseinandersetzungen.
Das Ergebnis des wahrscheinlichen Vertragsabschlusses war, dass der polnische Herrscher Mieszko I., der „Burislav“ bzw. „Dago“ der Wikinger, dem dänischen Flottenführer Palna-Toki einen Landstrich an der Küste Pommerns namens „Gau Jom“ zur Ansiedlung übereignete. Zugleich verpflichtete jedoch Mieszko I. die dänischen Seekrieger, die sich später Jomswikinger nannten, den Schutz seiner Herrschaft und seines Reiches an der Seegrenze zu gewährleisten. Das westslawische Herzogtum verfügte seinerzeit über keine entsprechenden Schiffe. Die in Pommern angesiedelten Jomswikinger blieben zwar Untertanen der dänischen Krone, waren aber als wehrhafte Siedler zugleich Gefolgsleute des polnischen Herrscherhauses und erhielten in ihrer neuen Besitzung weitgehende Autonomie zugestanden. Die erwähnte Knytlinga saga bezeichnete den Gau Jom sogar als „ein großes Jarlsreich im Wendenlande (Pommern)“.

## Die Seefeste Jomsburg
Im Küstengau Jom errichteten die Jomswikinger, wie sich die elitäre Kriegergemeinschaft nun bezeichnete, eine Seefeste, die sogenannte Jomsburg mit einem Hafen, der bis zu dreihundert Wikingerschiffen Liegeplätze bieten konnte. Mit dem Gau Jom, in anderen Quellen kurz als „Jom“ oder „Jomi“ bezeichnet, war somit eine dänische Exklave in dem von den Polen eroberten pommerschen Stammesgebiet entstanden. In der Jomsburg, dem politischen, militärischen und kultischen Zentrum des Gaues Jom, residierten die Jarle der Jomswikinger sozusagen als Regenten über das exterritoriale Gebiet. Sie waren sowohl den damaligen dänischen Königen als auch den polnischen Potentaten verpflichtet. Als Jarle bzw. Gebieter der Jomswikinger sind tradiert: Palna-Toki von Fünen (um 940 – um 986), Sigvaldi von Schonen (um 986 – 1002?), Thorkel der Hohe (um 1002–1024) und Prinz Sven Alfivason bzw. Knudsson (1024–1030).

## Lokalisierungsversuch des Gaues Jom und der Jomsburg
Die Beschreibungen der Sagas lassen die Schlussfolgerung zu, dass der Gau Jom dänischer Herkunft geographisch gesehen höchstwahrscheinlich mit dem Terrain der Oderinseln Usedom und Wollin in Pommern übereinstimmt. Der Name „Jom“ wiederum findet sich im baltischen Sprachraum. Er wurde von den Nordeuropäern entlehnt und bedeutet so viel wie „Sandbank“ oder „Insel“. Der Gau Jom war offensichtlich der „Inselgau“, der die Odermündungsinseln umfasste, und die ansässigen Jomswikinger waren somit die „Inselwikinger“. Die westliche Gaugrenze bildete demzufolge der Peenestrom, die südliche das  Stettiner Haff und die östliche die Dievenow (polnisch Dziwna). Der Peenestrom war im Mittelalter der Hauptschifffahrtsweg von der Ostsee zur Oder ins pommersch-polnische Hinterland. Die Jomsburg, mehrfach bezeugt und von Skalden besungen, wurde durch die Archäologie bisher nicht bestätigt. Jüngsten Recherchen zufolge könnte die nordische Küsten- und Schutzburg an der Spandowerhagener Wiek in Vorpommern, der westlichen Ausbuchtung des Peenestroms an der Mündung in den Greifswalder Bodden, errichtet worden sein. In der halbkreisförmigen Wiek fänden auch heute 300 Wikingerschiffe Liegeplätze. Von dem angenommenen Standort war die Kontrolle des Schiffs- und Warenverkehrs ins bzw. aus dem Hinterland und dessen Ansiedlungen, so Wolgast, das „Valagust“ der Nordländer, Wollin, Menzlin am Unterlauf der Peene und „Usna“, die heutige Kleinstadt Usedom, sowie später Stettin, das „Burstaborg“ der Nordländer, zur damaligen Zeit am günstigsten gegeben.

## Finale
Die Jomswikinger, die bis nach der Jahrtausendwende als „Schutzmacht“ an der vorpommerschen Küste agierten und an mehreren Schlachten teilnahmen, entzogen sich danach sowohl der Macht der Herrscher Dänemarks als auch Polens. Sie entfalteten sich im Gau Jom zu einer Schar von Freibeutern, die gemeinsam mit einheimischen Slawen die Ostsee und ihre Anlieger, so auch Dänemark, heimsuchten. Die Folge waren dänische Kriegszüge zur See als Vergeltungsaktionen wider die Jomsburg und den Gau Jom in Pommern in den Jahren 1019, 1030, 1043, 1090 und schließlich 1098. In jenem Jahr wurden die Jomswikinger endgültig von der Streitmacht des dänischen Königs Erik I. Ejegod vernichtet, die Jomsburg eingenommen und zerstört. „Damit war der Wikingerkolonie auf pommerschen Boden ein Ende gemacht […] Daher werden sich die eigentlichen Bewohner des Landes, die Wenden, der verlassenen Wikingersiedlung und ihres Hafens bemächtigt haben“. Der Problemkreis Jomswikinger – Jomsburg – Gau Jom in Pommern ist von der Forschung bis heute nicht abgeschlossen.